# Ритберг
Ритберг (њем. Rietberg) град је у њемачкој савезној држави Северна Рајна-Вестфалија. Једно је од 11 општинских средишта округа Гитерсло. Према процјени из 2010. у граду је живјело 28.828 становника. Посједује регионалну шифру (AGS) 5754032, NUTS (DEA42) и LOCODE (DE RIG) код.

## Географски и демографски подаци
Ритберг се налази у савезној држави Северна Рајна-Вестфалија у округу Гитерсло. Град се налази на надморској висини од 78 метара. Површина општине износи 110,3 km². У самом граду је, према процјени из 2010. године, живјело 28.828 становника. Просјечна густина становништва износи 261 становника/km².

## Међународна сарадња
| Мјесто | Држава    | Врста сарадње | Од    |
| ------ | --------- | ------------- | ----- |
|        | Пољска    | партнерство   | 1998. |
|        | Пољска    | контакт       | 1995. |
|        | Француска | партнерство   | 1983. |
| Извор  |           |               |       |